# Problema dei neutrini solari

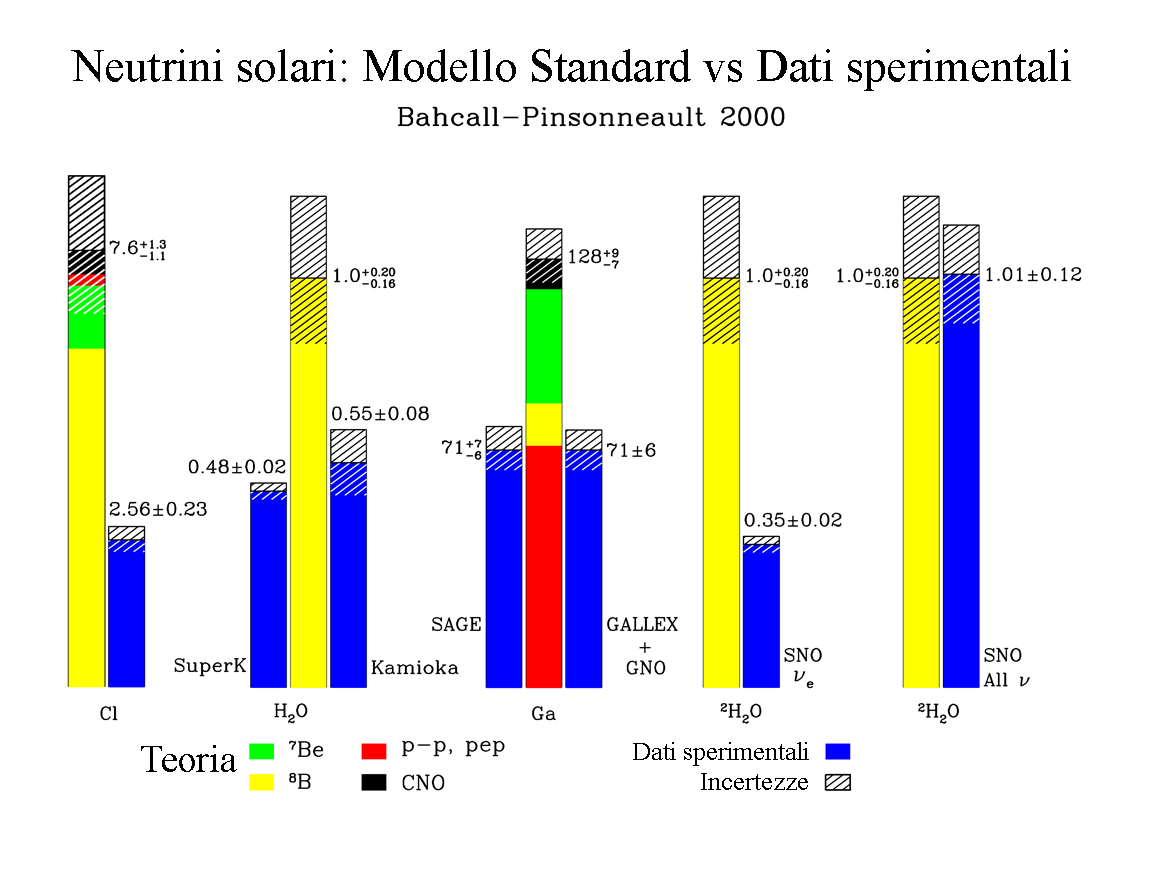
Schema sul numero di neutrini prodotti dal Sole: la colonna sinistra rappresenta il numero di neutrini attesi dalla teoria; la colonna destra (blu) i risultati sperimentali. I colori del numero di neutrini attesi indica il meccanismo di produzione nel Sole.

Il problema dei neutrini solari riguarda una grossa discrepanza tra il numero osservato di neutrini elettronici che giungono sulla Terra provenienti dal Sole e il numero predetto da modelli teorici, in particolare il modello solare standard (SSM), utilizzato per spiegare la produzione di energia all'interno del Sole.
Questo problema rimase insoluto sin dalla sua scoperta, verso la metà degli anni sessanta, fino al 2002.
Il problema è stato risolto grazie a una nuova comprensione della fisica dei neutrini, che ha richiesto una modifica del modello standard della fisica delle particelle, in modo che fossero permesse le oscillazioni di neutrino. In sintesi, se il neutrino possiede una massa, può cambiare sapore dal momento in cui è generato all'interno del Sole lungo il suo percorso per giungere al nostro pianeta e quindi non venire rilevato dagli esperimenti concepiti all'epoca per determinare solo una data tipologia di neutrini (quelli elettronici appunto).  

## Premessa
Il Sole è un reattore a fusione nucleare naturale, che fonde l'idrogeno in elio. I meccanismi principali di produzione di energia sono la catena PP (che ha alcune diramazioni, dette catene PPI, PPII e PPIII) ed il ciclo CNO. L'energia in eccesso è rilasciata sotto forma di raggi gamma e di particelle sotto forma di energia cinetica; fra queste vi è anche il neutrino, in particolare la reazione nucleare produce neutrini elettronici, che viaggiano dal nucleo del Sole fino alla Terra senza apprezzabili assorbimenti da parte degli strati superiori del Sole. Da questo ci si aspettava che il numero di neutrini elettronici prodotti nel Sole, con una data energia, venissero rilevati senza apprezzabili modifiche sulla Terra, con una diminuzione dovuta soltanto alla distanza che separa il nostro pianeta dalla sua stella.
Man mano che gli esperimenti diventavano sensibili a porzioni sempre più grandi di energie dei neutrini incidenti apparve evidente che il numero di neutrini rilevati era inferiore al numero previsto dalla teoria. In vari esperimenti il numero di questo tipo di neutrini osservato era fra un terzo e la metà di quanto predetto, creando così quello che è stato definito il problema dei neutrini solari.

## Flusso di neutrini stimato teoricamente
Il calcolo del flusso di neutrini atteso sulla superficie terrestre viene riportato di seguito. La luminosità del Sole è proporzionale all'energia che si produce al suo interno, nel nucleo, per cui dividendo questo valore per l'energia prodotta da una reazione nucleare – che è un valore conosciuto – si ottiene il numero di reazioni di fusione necessarie a creare quel flusso luminoso, e moltiplicando questo valore per 2 si ottiene una stima per il numero di neutrini espulsi:
{\displaystyle n_{\nu }=2{\frac {L}{Q-\langle q_{\nu }\rangle }}}
dove L è la luminosità, Q è l'energia sviluppata dalla reazione e {\displaystyle \langle q_{\nu }\rangle } è l'energia media che ha ogni neutrino emesso dalla reazione.
Poiché {\displaystyle L=3,864\cdot 10^{26}W}, {\displaystyle Q=26,7\ MeV} e {\displaystyle \langle q_{\nu }\rangle =0,6\ MeV}, si trova che:
{\displaystyle n_{\nu }=1,851\cdot 10^{38}\ {\frac {neutrini}{s}}}
Il numero dei neutrini che vengono ricevuti ogni secondo (s), supponendo che essi siano emessi uniformemente in tutte le direzioni (propagazione sferica), è:
{\displaystyle \Phi _{\nu }={\frac {n_{\nu }}{4\pi R^{2}}}}
dove R è la distanza dal centro di emissione (o raggio della sfera di propagazione). Sostituendo a R il valore della distanza Terra–Sole si ottiene il flusso teorico di neutrini che raggiunge la Terra:
{\displaystyle \Phi _{\nu }=6,588\cdot 10^{10}\ {\frac {neutrini}{s\;\times \;cm^{2}}}}
ovvero circa 65 miliardi di neutrini al secondo per ogni centimetro quadrato di superficie.

## Esperimenti
Per trattare questo problema, conviene definire una unità di misura che spesso è usata per la presentazione dei risultati: la SNU, definita come il numero di neutrini catturati in un secondo da un rivelatore di {\displaystyle 10^{36}} atomi:
{\displaystyle \Phi _{\nu }(SNU)={\frac {\sum _{i}\sigma _{i,x}\phi _{i}}{10^{36}}}}
dove i indica il tipo di reazione che produce neutrini, x il tipo di rivelatore, {\displaystyle \sigma } la sezione d'urto del processo e {\displaystyle \phi } il flusso di neutrini.
Questa unità di misura è valida per gli esperimenti che usano metodi radiochimici, per quelli che usano lo scattering i risultati vengono dati in numero di neutrini per unità di tempo e di superficie, rapportati, normalmente, al modello solare standard.
Molti esperimenti per la rilevazione dei neutrini sono realizzati nel sottosuolo, ad esempio in miniere abbandonate o in strutture apposite, allo scopo di schermare i rivelatori dai raggi cosmici e da altre fonti di radiazione.

### Esperimento Homestake
La prima evidenza del problema dei neutrini solari si ebbe intorno alla fine degli anni '60, quando R. Davis realizzò l'esperimento Homestake, il primo volto alla rilevazione dei neutrini solari, nella miniera di Homestake, nel Dakota del Sud, Stati Uniti.
Il rivelatore usato nell'esperimento fu il cloro-37: esso è presente con una abbondanza di circa il 25% in natura, è un elemento facilmente reperibile, assorbe neutrini ad energie non troppo alte (si possono rivelare i neutrini del ramo del boro-8), e inoltre si ha una buona sezione d'urto per assorbimento. La reazione usata è il decadimento beta inverso ({\displaystyle p+e^{-}\rightarrow \nu _{e}+n}):
{\displaystyle \nu _{e}+\;^{37}Cl\rightarrow \;^{37}Ar+e^{-}}
L'energia di soglia per la reazione è di circa 0,8 MeV, ciò permette di rivelare la maggior parte dei neutrini che arrivano sulla Terra, salvo quelli della reazione pp.
Il tempo di raccolta dei dati era sufficientemente lungo (da uno a circa tre mesi) da ottenere una certa stabilità (si noti che l'argon viene prodotto dal cloro, ma esso decade, con vita media di 35 giorni, in cloro).
Al termine del tempo di rilevamento dei dati l'argon veniva estratto dalla soluzione, con efficienze di raccolta superiore al 95%.
Dalla configurazione dell'apparato sperimentale si otteneva che, ad un atomo di argon ottenuto, corrispondeva un tasso di cattura di 5,26 SNU; il valore di fondo atteso per l'esperimento era di {\displaystyle 0,4\pm 0,16\ SNU} per ogni ciclo di raccolta dati.
Questo esperimento durò fino al 1994, ed il risultato totale ottenuto dai dati raccolti fu:
{\displaystyle \Phi _{\nu }=2,56\pm 0,16\ SNU}
contro un valore atteso (calcolato sulla base del modello BP(05)) di:
{\displaystyle \Phi _{\nu }=8,1\pm 1,3\ SNU}
Il risultato, quindi, mette in evidenza il fatto (conosciuto già negli anni '60 al tempo delle prime raccolte di dati), che si ha un deficit di circa il 2/3 nel numero totale di neutrini rivelati ed è proprio questo deficit a determinare il problema dei neutrini solari.

### GALLEX / GNO
L'esperimento GALLEX è stato sviluppato in Italia, nei laboratori nazionali del Gran Sasso; la raccolta dati cominciò nel 1991 per finire nel 1997; l'esperimento continuò, poi, la sua attività come GNO.
Questo esperimento usa come rivelatore il gallio, al posto del cloro, sfruttando la reazione:
{\displaystyle \nu _{e}+\;^{71}Ga\rightarrow e^{-}+\;^{71}Ge}
la cui energia di soglia è di 0,233 MeV, ciò che permette di rivelare anche i neutrini della reazione pp.
I risultati complessivi di questi due esperimenti sono:
{\displaystyle \Phi _{\nu }=77,5\pm 6,2_{-4,7}^{+4,3}\ SNU}
per l'esperimento GALLEX e:
{\displaystyle \Phi _{\nu }=62,9_{-5,3}^{+5,5}\pm 2,5\ SNU}
per l'esperimento GNO, contro un flusso atteso di:
{\displaystyle \Phi _{\nu }=126\pm 10\ SNU}

### SAGE
L'esperimento SAGE fu sviluppato in Unione Sovietica, nella regione del nord del Caucaso, a partire dal 1990.
Le principali differenza rispetto al precedente esperimento sono nel tipo di rivelatore (Gallio metallico, invece che liquido) e nella fase di estrazione.
Il risultato per questo esperimento è stato di:
{\displaystyle \Phi _{\nu }=70,8_{-5,2}^{+5,3}\;_{-3,2}^{+3,7}\ SNU}
contro un flusso atteso di:
{\displaystyle \Phi _{\nu }=126\pm 10\ SNU}

### Kamiokande e Super-Kamiokande
Questo esperimento, realizzato in Giappone, fu pensato originariamente per rivelare il decadimento del protone (Kamiokande I) e solo in un secondo momento fu usato, dopo alcune modifiche, per misurare il flusso di neutrini solari (Kamiokande II).
Il processo usato per rivelare i neutrini si basa sullo scattering su elettroni e non su un metodo radiochimico, per cui semplice acqua purificata è sufficiente come rivelatore.
La reazione su cui si basa è:
{\displaystyle \nu _{e}+e^{-}\rightarrow \nu _{e}+e^{-}}
in cui lo stato finale delle due particelle è differente da quello iniziale.
L'elettrone scatterato viene rilevato tramite emissione di radiazione Čerenkov.
L'apparato, situato ad una profondità di 1000 m, nella miniera di Kamioka, è stato posto in un contenitore cilindrico di acciaio, di capacità di circa 1200 t di acqua ma come rivelatore furono usate solo le 680 t più interne per problemi di schermaggio da raggi cosmici e sorgenti radioattive naturali.
L'intero apparato era circondato da circa 950 fotomoltiplicatori che raccoglievano i fotoni emessi, trasformando questo debole segnale in un segnale elettrico misurabile.
L'energia di soglia originaria di questo esperimento era di 9 MeV, abbassata a 7,5 MeV, dopo alcune modifiche (Kamiokande III). Questo lo rende sensibile solo ad una frazione del flusso totale di neutrini provenienti dal Sole.
Il rivelatore Super - Kamiokande consiste, in effetti in un miglioramento del rivelatore Kamiokande, messo in funzione nel 1996.
Innanzitutto, il volume d'acqua era molto più grande di quello della prima versione e pari a 50000 tonnellate, il volume di fiducia aumentato, quindi, a 22500 tonnellate ed il numero di fotomoltiplicatori è stato aumentato a 13000 (S-K I).
Sfortunatamente il 21 novembre 2001 un incidente fece implodere circa la metà dei fotomoltiplicatori a causa dell'elevata pressione, e fu rimesso in funzione ridistribuendo i tubi rimasti intatti sulla superficie totale del rivelatore (S-K II).
Nel 2005 fu intrapreso il lavoro di riportare l'apparato alla sua forma originale, lavoro che dovrebbe essere finito nel 2006 (S-K III).
I risultati di questi esperimenti e di quelli basati su questo tipo di configurazione sono raccolti in tempo reale, contrariamente agli esperimenti basati su metodi radiochimici.
I risultati totali (per il S-K riporto i dati più aggiornati) ottenuti da questi due esperimenti e basati sulla rivelazione di scattering elastico sono:
{\displaystyle K:\;\;\Phi _{\nu }=(2,80\;\pm \;0,19\;\pm \;0,33)\times 10^{6}\;cm^{-2}\;s^{-1}}
{\displaystyle S} -{\displaystyle K:\;\;\Phi _{\nu }=(2,35\;\pm \;0,02\;\pm \;0,08)\times 10^{6}\;cm^{-2}\;s^{-1}}
Contro un flusso stimato di:
{\displaystyle \Phi _{\nu }=(5,69\;\pm \;0,91)\times 10^{6}\;cm^{-2}\;s^{-1}}

#### Conclusioni
Si noti che questo esperimento, grazie alla forte correlazione della luce emessa con la direzione della particella incidente, fu il primo esperimento in assoluto a confermare l'emissione di neutrini da parte del Sole, in quanto questa era solo supposta sulla base dei modelli e della conoscenza delle interazioni, e gli esperimenti radiochimici non davano informazioni sulla direzione della particella incidente.
Inoltre, in questi due esperimenti si poté misurare anche l'asimmetria tra neutrini emessi di giorno e neutrini emessi di notte, causata dal fatto che questi ultimi devono attraversare uno spessore di materia (l'intera massa terrestre) maggiore dei primi.
I risultati ottenuti dall'esperimento S - K sono stati:
{\displaystyle A_{DN}={\frac {D-N}{0,5\;(D+N)}}=-0,021\;\pm \;0,020\;_{-0,012}^{+0,013}}
Inoltre, la reazione usata per la rivelazione dei neutrini non è sensibile solo ai neutrini di tipo elettronico (contrariamente ai metodi radiochimici), ma a tutte le tre specie di neutrini; tuttavia, la sensibilità legata ai neutrini muonici e tauonici è solo il 20% di quella legata ai neutrini elettronici.

### SNO
L'esperimento canadese SNO (Sudbury Neutrino Observatory), cominciò ad acquisire dati nel maggio del 1999; l'apparecchio era posto ad una profondità di circa 2000 metri nella miniera di Sudbury nell'Ontario.
In questo esperimento venivano usate 1000 tonnellate di acqua pesante, in un contenitore sferico circondato da uno schermo di acqua e da 9600 fotomoltiplicatori.
Questo tipo di esperimento usa le seguenti interazioni per rivelare i neutrini; lo scattering elastico:
{\displaystyle \nu _{e}+e^{-}\rightarrow \nu _{e}+e^{-}}
l'interazione di corrente neutra:
{\displaystyle \nu _{e}+d\rightarrow \nu _{e}+p+n}
{\displaystyle \nu _{x}+d\rightarrow \nu _{x}+p+n}
e l'interazione di corrente carica:
{\displaystyle \nu _{e}+d\rightarrow p+p+e^{-}}
Si noti che sia lo scattering elastico che la reazione di corrente neutra sono sensibili ai tre tipi di neutrino, mentre l'interazione di corrente carica è sensibile solo ai neutrini elettronici.
Gli eventi possono essere distinti fra loro: lo scattering può essere distinto dall'interazione carica tramite la distribuzione angolare degli eventi, mentre la reazione di corrente neutra è distinta tramite la rivelazione del neutrone emesso.
In una prima fase il neutrone era catturato dal deuterio, ma con bassa efficienza, per aumentare questo valore 2 tonnellate di sale (NaCl) sono state sciolte nell'acqua in una seconda fase dell'esperimento.
I risultati ottenuti fino ad ora, secondo le analisi più recenti sono, per la fase senza sale sciolto in acqua:
{\displaystyle ES:\;\;\Phi _{\nu }=(2,39\;_{-0,23}^{+0,24}\;\pm 0,12)\times 10^{6}\;cm^{-2}s^{-1}}
{\displaystyle CC:\;\;\Phi _{\nu }=(1,76\;_{-0,05}^{+0,06}\;\pm 0,09)\times 10^{6}\;cm^{-2}s^{-1}}
{\displaystyle NC:\;\;\Phi _{\nu }=(5,09\;_{-0,43}^{+0,44}\;_{-0,43}^{+0,46})\times 10^{6}\;cm^{-2}s^{-1}}
mentre per la fase con il sale disciolto in acqua i risultati sono:
{\displaystyle ES:\;\;\Phi _{\nu }=(2,35\;\pm 0,22\;\pm 0,15)\times 10^{6}\;cm^{-2}s^{-1}}
{\displaystyle CC:\;\;\Phi _{\nu }=(1,68\;\pm 0,06\;_{-0,09}^{+0,08})\times 10^{6}\;cm^{-2}s^{-1}}
{\displaystyle NC:\;\;\Phi _{\nu }=(4,94\;\pm 0,21\;_{-0,34}^{+0,38})\times 10^{6}\;cm^{-2}s^{-1}}
contro un flusso atteso di:
{\displaystyle \Phi _{\nu }=(5,69\;\pm \;0,91)\times 10^{6}\;cm^{-2}\;s^{-1}}

### Altri esperimenti
Altri esperimenti sono in corso di costruzione e di progettazione per trovare una soluzione a questo problema, sia in Italia che nel resto del mondo.
- Borexino: ai Laboratori nazionali del Gran Sasso dell'INFN; lo schema di funzionamento è del tipo di quello già usate per l'esperimento SNO (un materiale scintillatore che genera dei fotoni i quali vengono a loro volta rivelati da fotomoltiplicatori), ed analogamente a questo esperimento la rivelazione si basa sullo scattering elastico di un elettrone ed un neutrino.
- Icarus: ha preso dati ai Laboratori nazionali del Gran Sasso dell'INFN: questo esperimento si basa sulla rivelazione di un evento tramite una camera a proiezione temporale (il materiale all'interno della camera è dell'Argon liquido), e la rivelazione è rivolta sia ai neutrini solari che a quelli atmosferici; esistono regole di selezione per distinguere i due tipi di eventi. Dal 2010 al 2012 il rivelatore è stato inoltre attivo nella rivelazione del fascio di neutrini prodotto all'acceleratore SPS del CERN a Ginevra[1].
- Heron: anche questo esperimento si basa sulla rivelazione di scattering elastico di un neutrino ed un elettrone, e si propone di misurare principalmente i neutrini della reazione pp e del boro-7 (i più difficili a rivelare perché di bassa energia).

Molti altri esperimenti rimangono, per ora, solo alla fase di progetto e di studio, in attesa di finanziamenti.
Di seguito sono riportati i dati degli esperimenti, dove l'energia di soglia indica su che porzione di spettro energetico dei neutrini l'esperimento è sensibile.
| Esperimento      | Anni                | Reazione                                                                    | Energia di soglia (MeV) | {\displaystyle {\frac {R^{esp}}{R_{\mathrm {bf} }^{\mathrm {BP04} }}}} |
| ---------------- | ------------------- | --------------------------------------------------------------------------- | ----------------------- | ---------------------------------------------------------------------- |
| GALLEX/GNO       | 1991-1996/1998-2003 | {\displaystyle \nu _{e}+{}^{71}\mathrm {Ga} \to {}^{71}\mathrm {Ge} +e^{-}} | 0.233                   | 0.529±0.042                                                            |
| SAGE             | 1990-2006           | {\displaystyle \nu _{e}+{}^{71}\mathrm {Ga} \to {}^{71}\mathrm {Ge} +e^{-}} | 0.233                   | 0.540±0.040                                                            |
| Homestake        | 1970-1995           | {\displaystyle \nu _{e}+{}^{37}\mathrm {Cl} \to {}^{37}\mathrm {Ar} +e^{-}} | 0.814                   | 0.301±0.027                                                            |
| Kamiokande       | -1995               | {\displaystyle \nu _{\alpha }+e^{-}\to \nu _{\alpha }+e^{-}}                | 6.7                     | 0.484±0.066                                                            |
| Super-Kamiokande | 1996-2001           | {\displaystyle \nu _{\alpha }+e^{-}\to \nu _{\alpha }+e^{-}}                | 4.7                     | 0.406±0.014                                                            |
| SNO - D2O        | 1999-2001           | {\displaystyle \nu _{\alpha }+d\to p+p+e^{-}}                               | 6.9                     | 0.304±0.019                                                            |
| SNO - D2O        | 1999-2001           | {\displaystyle \nu _{\alpha }+d\to p+n+\nu _{\alpha }}                      | 2.224                   | 0.879±0.111                                                            |
| SNO - D2O        | 1999-2001           | {\displaystyle \nu _{\alpha }+e^{-}\to \nu _{\alpha }+e^{-}}                | 5.7                     | 0.413±0.047                                                            |
| SNO - NaCl       | 2001-2003           | {\displaystyle \nu _{e}+d\to p+p+e^{-}}                                     | 6.9                     | 0.290±0.017                                                            |
| SNO - NaCl       | 2001-2003           | {\displaystyle \nu _{\alpha }+d\to p+n+\nu _{\alpha }}                      | 2.224                   | 0.853±0.075                                                            |
| SNO - NaCl       | 2001-2003           | {\displaystyle \nu _{\alpha }+e^{-}\to \nu _{\alpha }+e^{-}}                | 5.7                     | 0.406±0.046                                                            |

## Soluzioni
Il problema dei neutrini solari nacque con la prima pubblicazione negli anni '70 dei primi risultati dell'esperimento di Homestake. Da allora molte soluzioni furono proposte per risolverlo, da alcune modificazioni dei modelli solari ad altre ipotesi come la trasformazione di neutrini in neutrini sterili, che non reagiscono, o al decadimento del neutrino.
La prima spiegazione per interpretare il difetto di neutrini solari era che il modello solare fosse errato, per esempio si riteneva che fossero erronee le stime della temperatura e della pressione all'interno del Sole. In altre parole, poiché il flusso di neutrini è una misura del tasso di reazioni nucleari, venne ipotizzato che queste reazioni si fossero temporaneamente interrotte. Poiché occorrono migliaia di anni affinché il calore generato all'interno del Sole emerga sulla superficie della nostra stella per poi essere emesso come radiazione e giungere alla Terra, rispetto ai neutrini che praticamente non interagiscono e arrivano sul nostro pianeta alla velocità della luce sin dal momento dell'emissione, l'effetto non sarebbe immediatamente verificabile.
Queste ipotesi vennero confutate grazie agli studi di eliosismologia, lo studio di come le onde di pressione (l'equivalente delle onde sismiche terrestri) si generano e propagano nel Sole, che hanno condotto ad esperimenti con cui è stato possibile misurare le temperature all'interno del Sole, e queste sono risultate in accordo con il modello solare standard. 
In seguito, vennero realizzate osservazioni dettagliate dello spettro dei neutrini incidenti con esperimenti più avanzati i cui risultati non potevano essere interpretati con modifiche al modello solare standard, come confermano i risultati sperimentali di SNO: il flusso misurato delle interazioni in corrente neutra, che è sensibile ai tre tipi di neutrino, è sostanzialmente in accordo con il flusso totale teorico atteso.
Attualmente si ritiene, quindi, che il problema dei neutrini solari risulti da una inadeguata comprensione delle proprietà di queste particelle. Esperimenti recenti suggeriscono, infatti, che i neutrini possiedono una massa e che possono trasformarsi da un tipo all'altro "in volo", un fenomeno definito oscillazione. I neutrini solari mancanti sarebbero quindi dei neutrini elettronici che si sono trasformati in uno degli altri due tipi lungo il tragitto, sfuggendo così ai rivelatori più datati.